# Oecetis paula
Oecetis paula är en nattsländeart som först beskrevs av Mclachlan 1875.  Oecetis paula ingår i släktet Oecetis och familjen långhornssländor. Inga underarter finns listade i Catalogue of Life.